# Wehrkirche Oberbrüden
Die Wehrkirche Oberbrüden war eine nach dem Apostel Simon Petrus benannte evangelische Pfarrkirche in Oberbrüden, einem Ortsteil der heutigen Gemeinde Auenwald im baden-württembergischen Rems-Murr-Kreis. Das mittelalterliche Gebäude stand auf dem Friedhof des Dorfs. Wegen Baufälligkeit wurde das Langhaus 1812 abgebrochen, der Kirchturm bis 1834 abgetragen.

## Lage
Die Ur-Kirche war der letzte Rest von Alt-Oberbrüden, dem ältesten Siedlungszentrum in der Altgemeinde Oberbrüden. Dieses frühmittelalterliche Dorf entstand wahrscheinlich in der Merowingerzeit auf einem Hügel zwischen dem Wittumbach im Westen und dem Brüdenbach im Osten, etwa 700 Meter nördlich der heutigen Ortsmitte. Das Gelände fällt nach allen Seiten steil ab und war somit gut zu verteidigen. Es ist unklar, warum die günstig gelegene Siedlungsstelle früh aufgegeben wurde. Der Südhang war sonnig, versprach reichlich Weide und die nahegelegenen Bäche (Wittum- und Brüdenbach) führten ausreichend Wasser. Nördlich der alten Siedlung verlief eine Römerstraße von Backnang-Steinbach aus kommend über den Trailhof nach dem Kastell Murrhardt. Von ihr zeugt noch der Flurname Pflasterwiesen.

## Beschreibung
Von der Kirche hat sich nur eine Zeichnung von Andreas Kieser von 1685 erhalten. Der Kirchturm war massiv gebaut und im Gegensatz zu dem Kirchenschiff ungewöhnlich hoch. Die Anlage war von einer Mauer mit einem Tor umgeben. Um die Kirche herum war ein Friedhof angelegt, auf dem noch weitere Gebäude standen. Für eine Dorfkirche wirkte die Peterskirche überdimensioniert groß. Die Größe der Kirche liegt vielleicht im Repräsentationsbedürfnis der Herren von Ebersberg begründet, die einst die Herrschaft über den Ort ausübten. Etwa 600 Meter südwestlich befand sich die Burg Altenberg, Sitz der Herren von Brüden, welche Dienstmänner der Ebersberger waren.

## Geschichte

Wappen von Auenwald mit drei Zinnen

Wahrscheinlich wurde die Kirche vom Bistum Speyer aus gegründet. Erstmals erwähnt wurde die Peterskirche im Jahre 1468. Im Dorf befand sich zunächst nur eine bescheidene Kapelle. Mit der Einführung der Reformation in Alt-Württemberg ab 1535 wurde die Kirche evangelisch. Im 18. Jahrhundert wurde die Peterskirche baufällig und wurde nur noch als Friedhofskapelle genutzt. Daher wurde sie auch im Volksmund Totenkirche genannt. Als Ersatz für die alte Kirche wurde die spätgotische Kapelle im Dorf 1755 erweitert und zu einer neuen Dorfkirche ausgebaut. Das Kirchenschiff der alten Peterskirche wurde schließlich im Jahre 1812 abgebrochen. Der Turm der Kirche blieb zunächst bis 1834 erhalten, ehe er ebenfalls abgetragen wurde.
Das 1977 entworfene Wappen der Gemeinde Auenwald erinnert mit seinen drei Zinnen an die ehemalige Wehrkirche.